# Radertshausen
Radertshausen ist ein Ortsteil der Gemeinde Aiglsbach im niederbayerischen Landkreis Kelheim. 

## Geographie
Der Weiler liegt circa eineinhalb Kilometer südwestlich von Aiglsbach.

## Geschichte
Im Zuge der Gebietsreform in Bayern wurde die Gemeinde Oberpindhart mit dem Gemeindeteil Radertshausen am 1. Januar 1972 in die Gemeinde Aiglsbach eingegliedert.

## Sehenswürdigkeiten

Kapelle

- Kapelle